# Tomáš Goder
Tomáš Goder (* 4. září 1974 Desná) je bývalý český skokan na lyžích a olympijský medailista.

## Sportovní kariéra
Ke skokům se dostal přes nábor na základní škole. Poté navštěvoval jilemnické gymnázium, kde ho trénoval Luděk Matura, jenž platil za experta na nově se prosazující V-styl. Jeho svěřenec Goder byl považován za velmi nadějného českého skokana. To potvrdilo i stříbro na juniorském mistrovství světa, které získal v roce 1991. Porazila ho pouze budoucí rakouská skokanská hvězda Martin Höllwarth. V soutěži družstev byl Goder součástí vítězného týmu.
Dva týdny poté si odbyl premiéru v závodě Světového poháru. Na mamutím můstku v Planici skončil na 55. místě, v prosinci 1991 se v Sapporu již dostal na 13. příčku. Při letech v Oberstdorfu v lednu 1992 si vyskákal dvakrát 4. místo.
Na Zimních olympijských hrách 1992 v Albertville mu nevyšel závod na středním můstku (48. místo), na velkém můstku skončil dvacátý, ale v týmové soutěži získal spolu s Františkem Ježem, Jaroslavem Sakalou a Jiřím Parmou bronzovou medaili. Goder měl na úspěchu značný podíl: jeho první skok byl 117 metrů dlouhý a byl zároveň nejdelším skokem první série. Podruhé dolétl na značku 110 metrů a ve své sérii byl druhý nejdelší. V celé týmové soutěži se našli pouze čtyři lepší skokani.
V březnu 1992 se zúčastnil mistrovství světa v letech na lyžích v Harrachově, kde skončil na čtvrtém místě.
Jeho kariéru přerušil pád při letním závodě na umělé hmotě v roce 1992, při kterém si natřikrát zlomil ruku a měl 33 stehů. Po zotavení se již nedokázal vrátit do vrcholové formy, jeho ojedinělým kvalitním výsledkem bylo pouze osmé místo v závodě Světového poháru v Planici v březnu 1993. Ze skokanských můstků zmizel na konci sezóny 1994. Po třech letech se krátce vrátil. Poslední skok absolvoval 12. ledna 1997 v Harrachově, kde skončil na 51. místě. Konec jeho kariéry přímo nesouvisel s propadem ve výkonnosti, ale s dalšími zdravotními problémy.
S manželkou, bývalou spolužačkou z jilemnického gymnázia, má dceru Annu-Marii a syna Tomáše. Od roku 1996 žijí v Úpici, kde také zastává funkci předsedy tamní sportovní komise.

## Největší úspěchy
- bronzový medailista ze závodu družstev na ZOH v Albertville (1992)
- 4. místo na MS v letech na lyžích v Harrachově (1992)
- 2× 4. místo v závodě SP v letech na lyžích (1992)
- MS juniorů 1990/1991 - 1. místo družstva, 2. místo jednotlivci
- držitel československého rekordu 183 metrů (poslední společný československý rekord)
- několikanásobný mistr republiky